# Chiesa di San Salvatore (Bergamo)
(Donato Calvi- Effemeride sacra profana di quanto di memorabile sia successo in Bergamo)
La chiesa del Santissimo Salvatore o  San Salvatore o meglio ancora chiesa dei disperati o dei casi disperati si trova sul colle omonimo nella parte alta della città di Bergamo, davanti alla sede della Misericordia Maggiore che ospita il Museo donizettiano, all'ombra della basilica di Santa Maria Maggiore.

## Storia

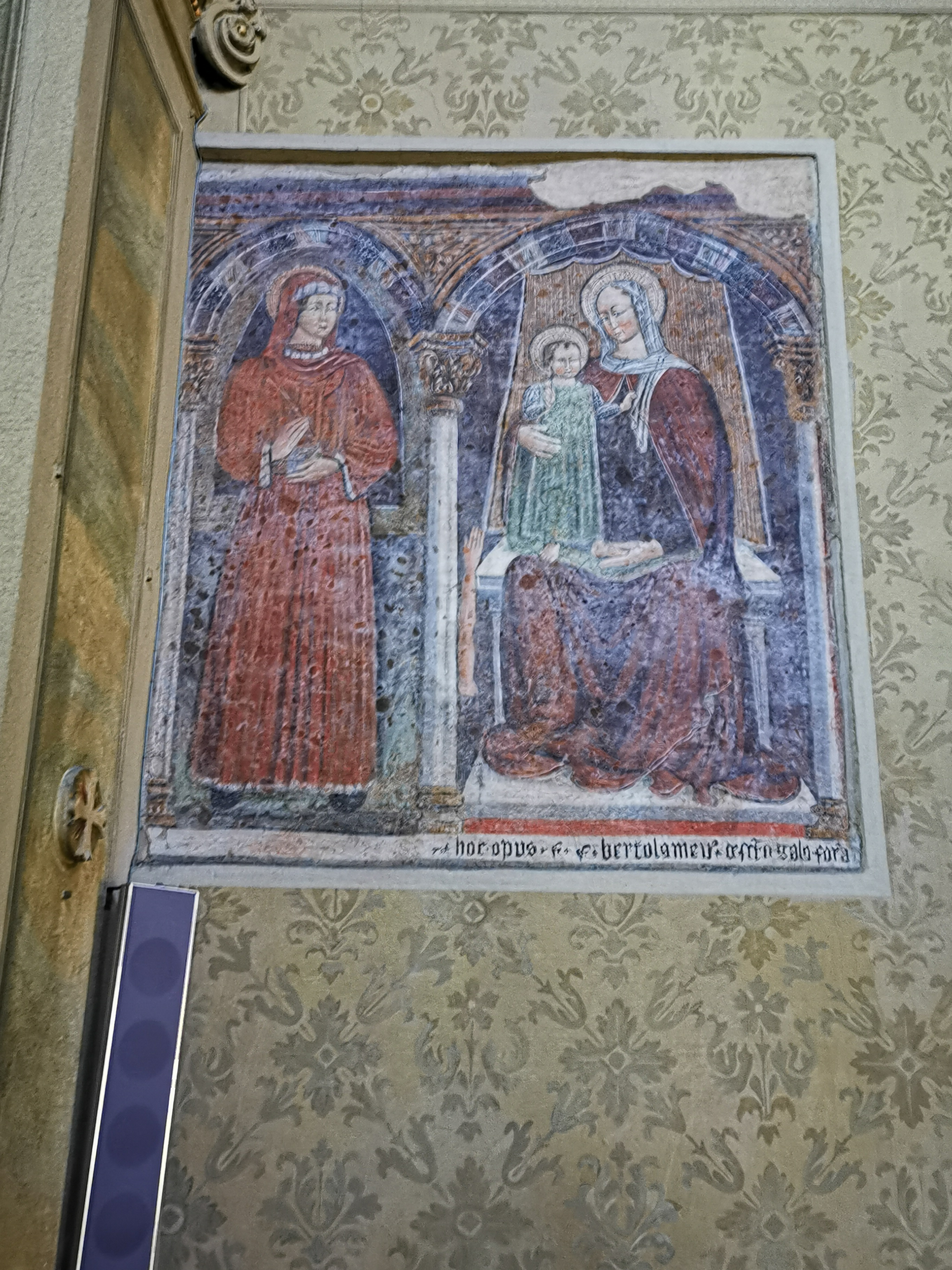
Antico affresco

Una storia tra leggenda e realtà racconta le origini della chiesa, il monaco Donato Calvi nel suo Effemeride sacra profana di quanto di memorabile sia successo in Bergamo nel 1676, racconta che Lupo duca di Bergamo, convertito al cristianesimo dalla figlia santa Grata donò il 16 marzo 299 il terreno per la costruzione di una chiesa dedicata al santissimo Salvatore,  che sarebbe diventato il luogo della sua sepoltura. .
Lo scrittore Lorenzo Dentella nel suo libro I vescovi di Bergamo darebbe ai longobardi scesi in Italia nel 569 con Alboino, la paternità della fondazione della chiesa,, sempre il Calvi riporta la data dell'808 come ritrovamento delle ossa di quando Carlo Magno fermatosi a Bergamo fece consacrare la chiesa all'Altissimo, nominando Agino come vescovo di Bergamo. Ma forse di più significativa informazione è Luigi Angelini che nel Il volto di Bergamo nei secoli racconta negli anni dall'828 al 911 la città era ricca di monumenti e di chiese di cui una dedicata al Santissimo Salvatore con adiacente monastero eretto nell'841. Il documento dell'895 riporta che re Arnolfo donò al vescovo Adalberto monasterium Domini Salvatoris situm in eadem civitate iuxta cappellan S. Antonio, forse il monastero indica anche la presenza della chiesa avente la medesima intitolazione. I restauri degli anni 1910-1911 eseguiti da Elia Fornoni, hanno riportato alla luce un'epigrafe incisa sull'arcata tra la navata e il presbiterio che recita. Divo Lupo/Structum anno salutis 299/Refectum 826/Sumpibus Viciniae Parochialis, nella certezza che la chiesa abbia una storia antica, tutto si confonde tra fantasia e realtà.
Le tante chiese con differenti capitoli portarono a discordie tra i cittadini, tanto che dovette intervenire Papa Innocenzo II nel 1134 con una bolla che obbligava la presenza domenicale per tutti nella chiesa di Sant'Alessandro distrutta nel 1561 per la costruzione delle mura veneziane.

### Devozione aNostra Signora
La chiesa è conosciuta come la chiesa dei disperati o delle cause disperate proprio per la devozione alla Madonna. Parte dalla Francia la devozione alla Nostra Signora del Sacro Cuore di Gesù, invocata anche come Signora dei disperati, con un movimento fondato da Jean Jules Chevalier nel 1854, e Bergamo, grazie a don Giovanni Boroni che amministrava la chiesa di San Salvatore e il vescovo Pietro Luigi Speranza, che si erano recati a Issoudun, fu tra le prime diocesi italiane ad aderire a questo movimento. La chiesa si iscrive alla Pia unione, fondata il 24 settembre 1873 da don Speranza, per il buon esito delle cause estreme e disperate, iscrizione che ebbe da subito un numero altissimo di fedeli, tanto che si pensò di collocare una statua sull'altare maggiore. L'opera venne eseguita da Luigi Carrara, in legno placcato e dorato e raffigura la Madonna con le mani sul cuore del Bambino che ha le braccia spalancate, sul capo porta una corona con dodici stelle come nella visione dell'apocalisse. L'incoronazione avvenne il 29 e 30 di maggio 1877. La devozione alla Madonna portò la chiesa a essere insufficiente negli spazi data la grande affluenza dei devoti; venne affidato all'architetto Elia Fornoni il compito di ampliarli ricostruendo la chiesa, con la formazione della cupola dai tre piani di volta portando luce, abbassando la pavimentazione di 1,20 metri. Durante questi lavori vennero ritrovate testimonianze dei lavori di costruzione precedenti
La devozione all'immagine della Madonna come aiuto alle cause disperate, viene associata al monte dei pegni che si trovava in prossimità, e i disperati qui si fermavano come ultima speranza, prima di impegnare i propri beni.

## Descrizione

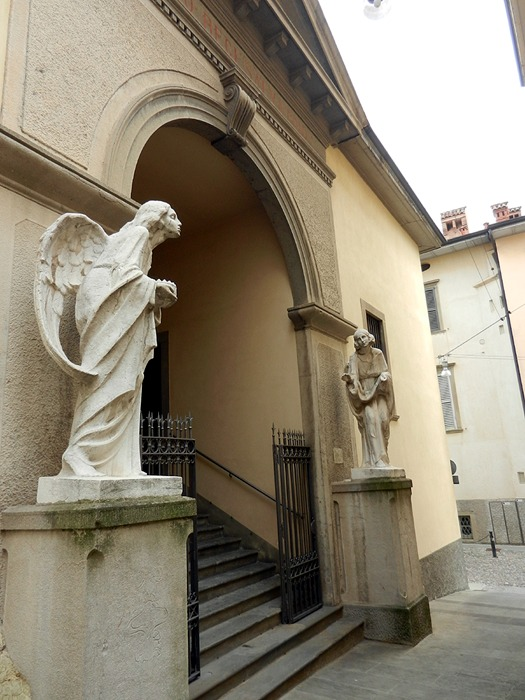
Angeli opera di Giuseppe Siccardi

All'esterno della chiesa, si è accolti dalle due grandi statue di angeli opera di Giuseppe Siccardi del 1928, che precedono la cancellata in ferro e i 12 gradini che conducono all'ingresso. Il portale ha l'architrave in marmo di Zandobbio con motivi floreali del IV secolo, è  la parte più antica della chiesa.
L'interno è a un'unica navata con la pareti dipinte a damasco. L'opera di maggior pregio è  San Giuseppe col Bambino posto sull'altare di destra, opera di Giambattista Tiepolo, eseguita mentre l'artista lavorava presso la cappella Colleoni. Il quadro venne erroneamente considerato opera di Giovanni Raggi che, allievo del veneziano, ne aveva fatto una copia identica.
Sulla parete di sinistra è conservato un dittico del XV secolo ritrovato nel restauro del 1910 raffigurante la Madonna col Bambino e san Pantalone vescovo di Nicomedia, protettore dei medici, qui raffigurato con strumenti medicali.
Sulla parete opposta l'altare è dedicato a san Lupo di pittore ignoro, ma che confermerebbe la leggenda di un duca Lupo fondatore della chiesa.

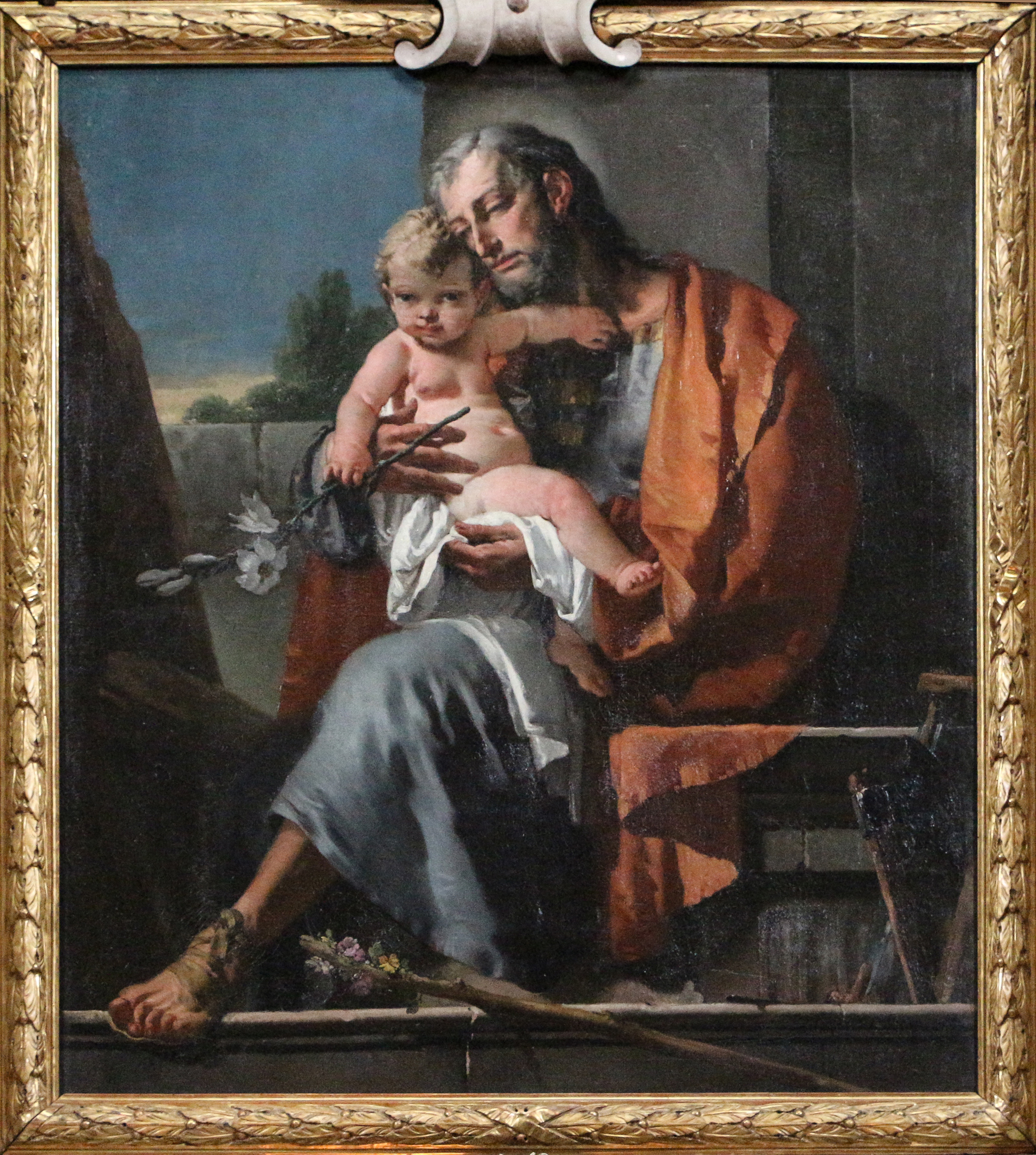
Giambattista Tiepolo, San Giuseppe col Bambino

La cupola, costruita su progetto del Fornoni nel 1910, misura 17 metri e si sviluppa su tre livelli, con 24 finestre. Venne affrescata da Ponziano Loverini, raffigura il tema della trasfigurazione, il primo livello raffigura gli apostoli Paolo, Pietro e Giovanni, il secondo Elia e Mosè, mentre il livello superiore il Santissimo Salvatore.  Gli altorilievi dei pennacchi raffigurano quattro dottori della chiesa anche questi opera di Giuseppe Siccardi.